# Верем'я
Верем'я — село в Україні, в Обухівському районі Київської області. Населення становить 283 особи.

## Археологія
Біля села Верем'я, в урочищах Довжка, Таборища та Лисках виявлено декілька поселень трипільської культури етапу ВІ-ІІ (4300-4200 р. до н.е.), одне з яких було досліджено археологічними розкопками. В 1896-1898 рр. роботами керував В. Хвойка, в 1925 керувала В. Козловська. Окрім цікавої кераміки, поселення Верем'я відоме знахідками рідкісних для трипільської культури людських поховань. Перше з них В. Хвойка виявив під уламками обмазки одного із жител. Скелет небіжчика лежав на підстилці із березової кори в скорченому положенні на правому боці із сильно зігнутими ногами, головою на південний-захід. Кістки похованого суттєво обпаленні. Стіни могильної ями були обкладені товстим шаром перепаленої глини, так само і скелет небіжчика. Друге поховання знаходилось знаходилось за межами площадок та складалось із черепа, стегнової кістки та двох зубів. Третє поховання також знаходилось віддалено від давніх жител та складалось із черепа, який супроводжувався зламаним двічі просвердленою крем'яною сокиркою, пласкою мідною сокирою типу Остров-Корбулуй та крем'яним ножем .
Окрім пам'яток трипільської культури, на полі поблизу с. Верем'я знайдено римські монети (II століття н. е.) та бронзову шийну гривну.

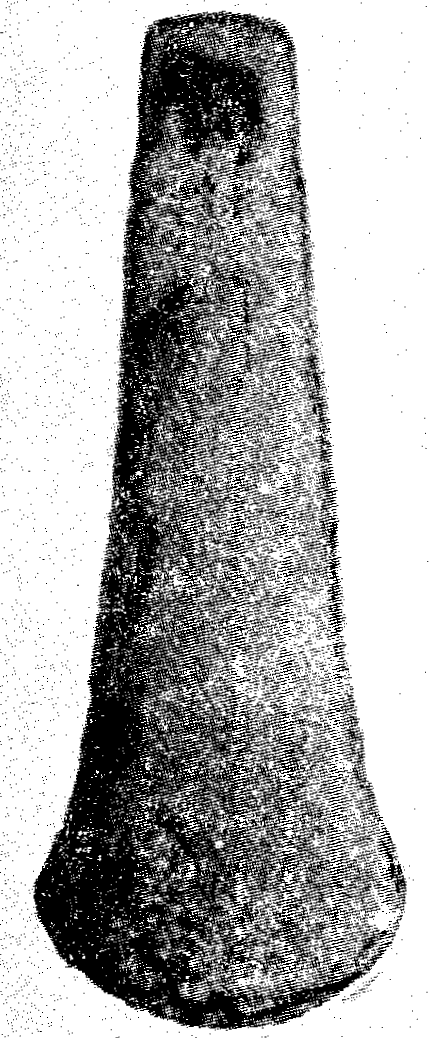
Пласка мідна сокира із поховання розкопаного на території поселення Верем'я (за Мовша, 1960)

## Історія
Засноване в 1382 році, однак перші згадки про Верем'я датуються лише з середини XVIII століття.
Метричні книги, клірові відомості, сповідні розписи церкви св. Тимофія с. Верем'я XVIII ст. — Київської сотні Київського полку, з 1781 р. Київського повіту Київського намісництва, з 1797 р. Київського повіту Київська губернії; XIX ст. — Черняхівської волості Київського повіту Київської губернії зберігаються в ЦДІАК України.

## Населення

### Мова
Розподіл населення за рідною мовою за даними перепису 2001 року:
| Мова       | Кількість | Відсоток |
| ---------- | --------- | -------- |
| українська | 339       | 98.83%   |
| російська  | 4         | 1.17%    |
| Усього     | 343       | 100%     |

## Відомі люди
- Косякова Ольга Данилівна — депутат Верховної Ради УРСР 9-10-го скликань.